# Переритський прогин
Переритський прогин (рум. Meandrul de la Pererîta) - пам'ятка природи, типу геологічних або палеонтологічних, в районі Брічень, Молдова. Розташований на південь від села Перерита. Має площу 5 га. Об'єкт перебуває у віданні Примарії села Перерита.

## Галерея

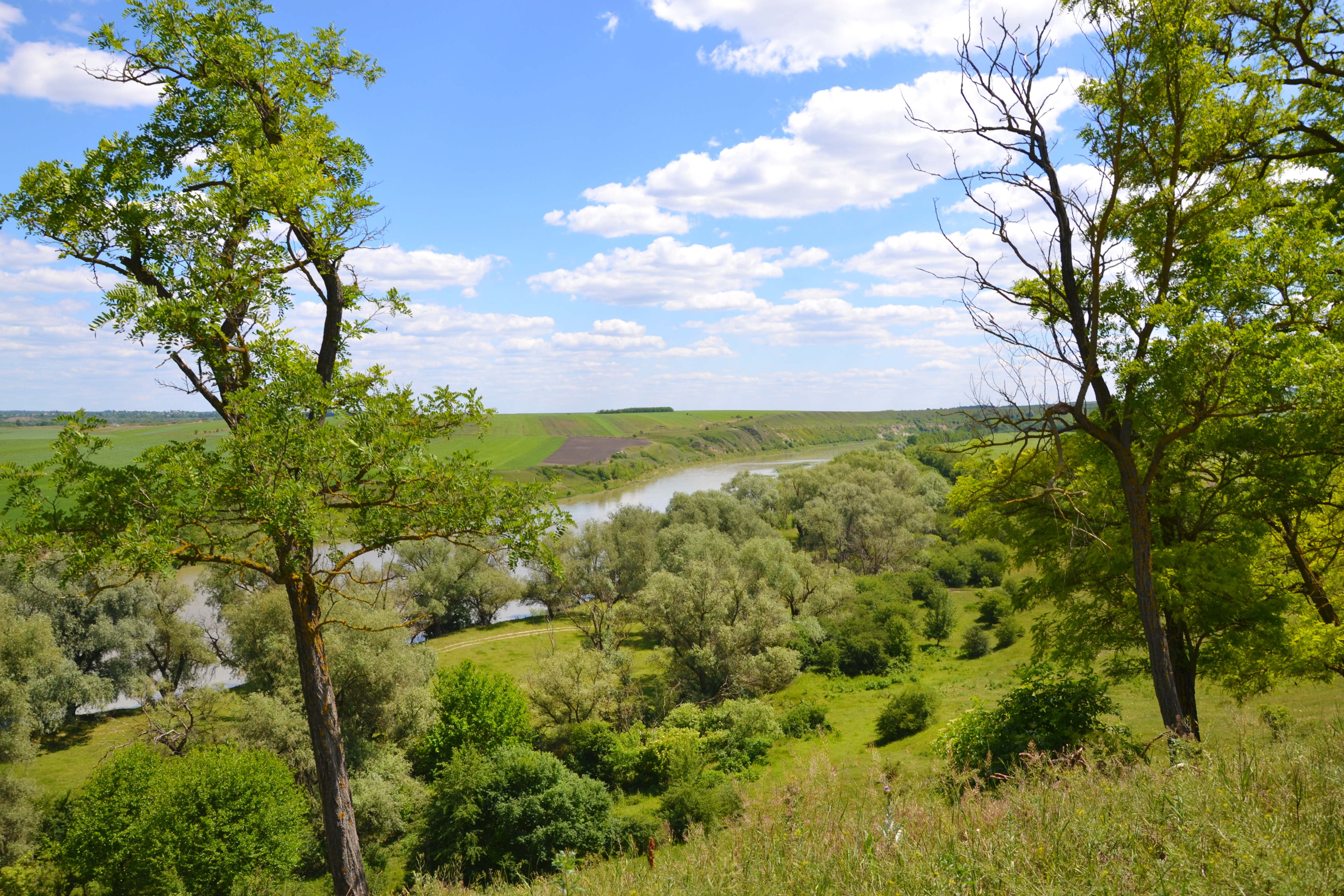
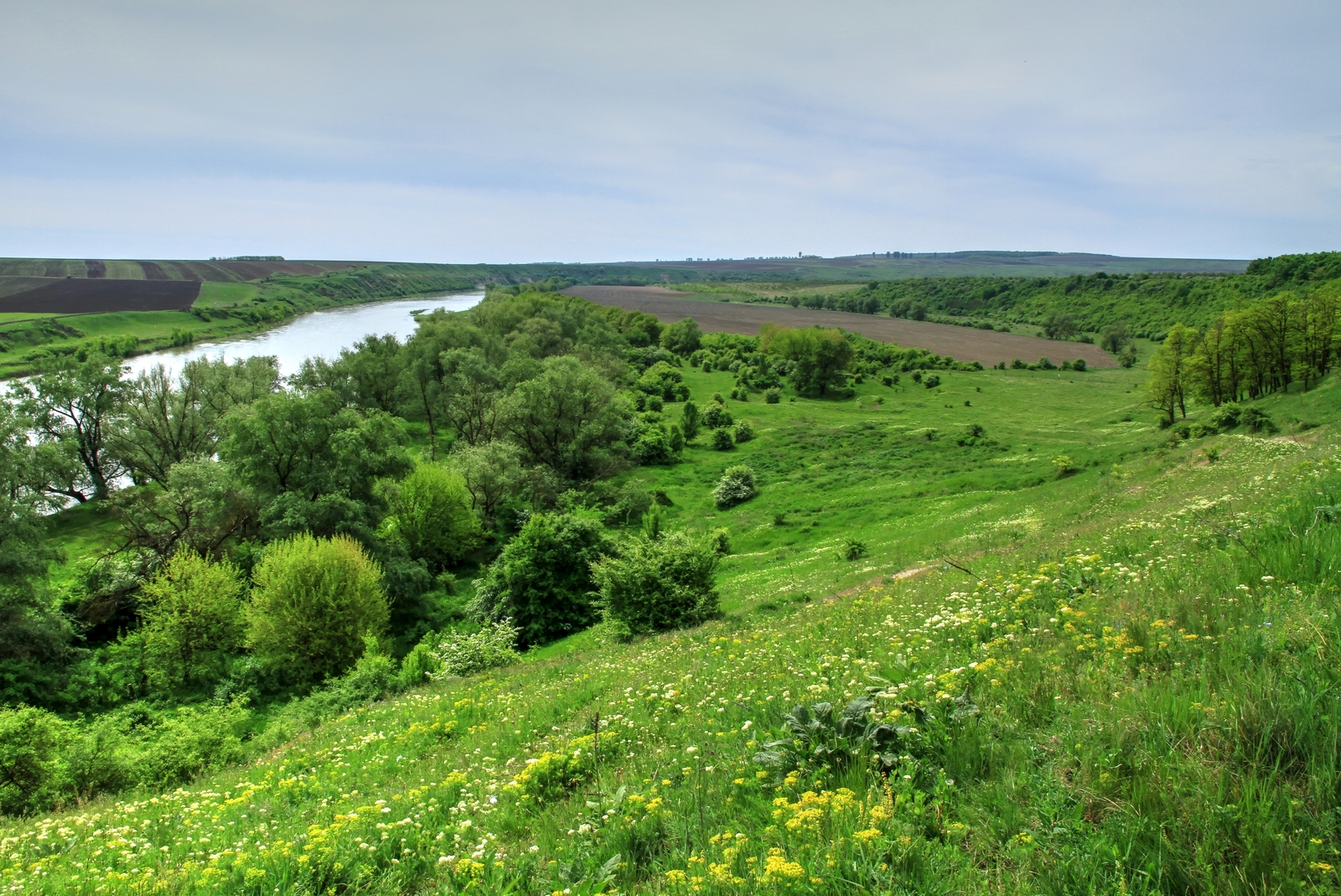
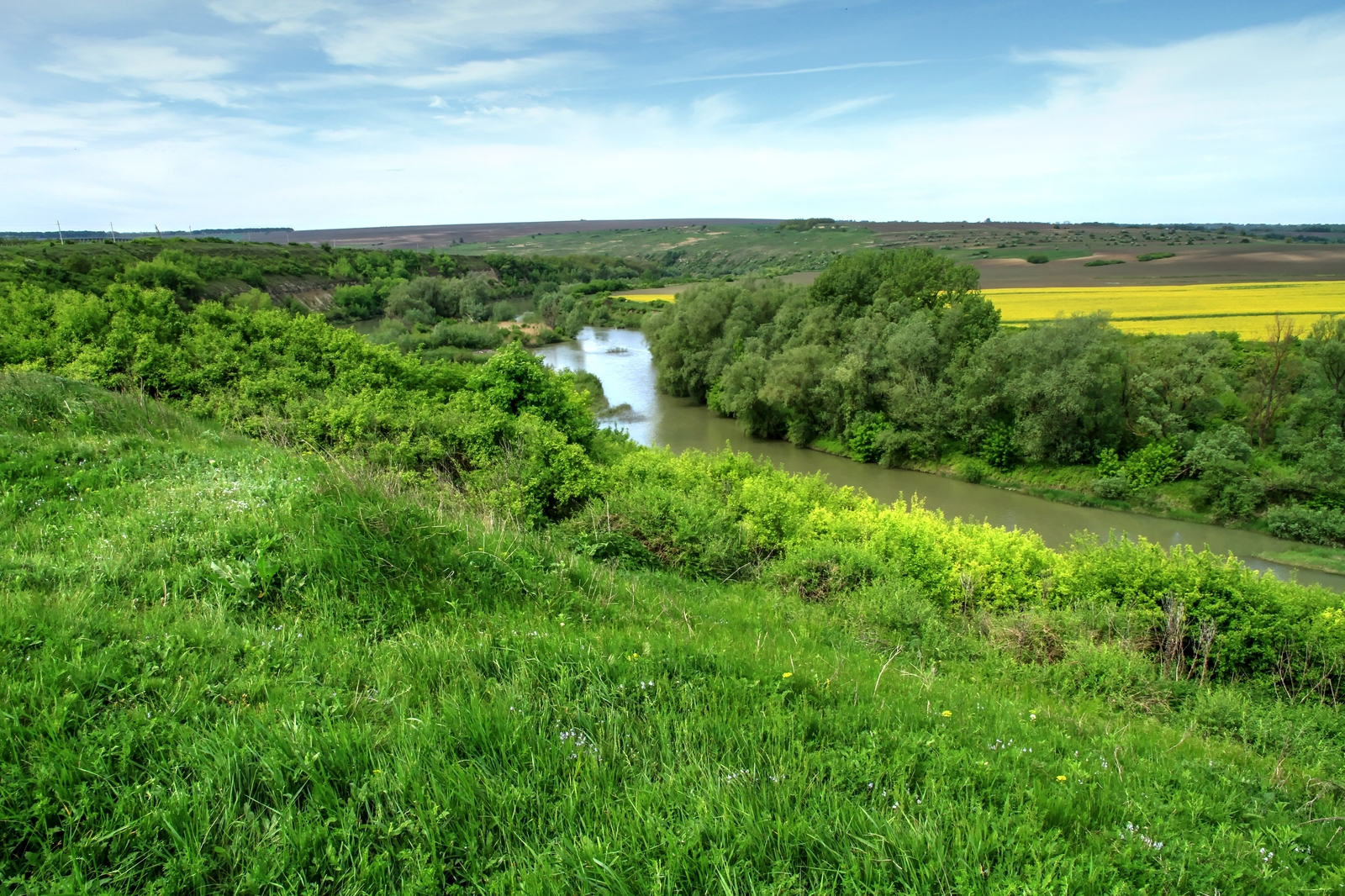
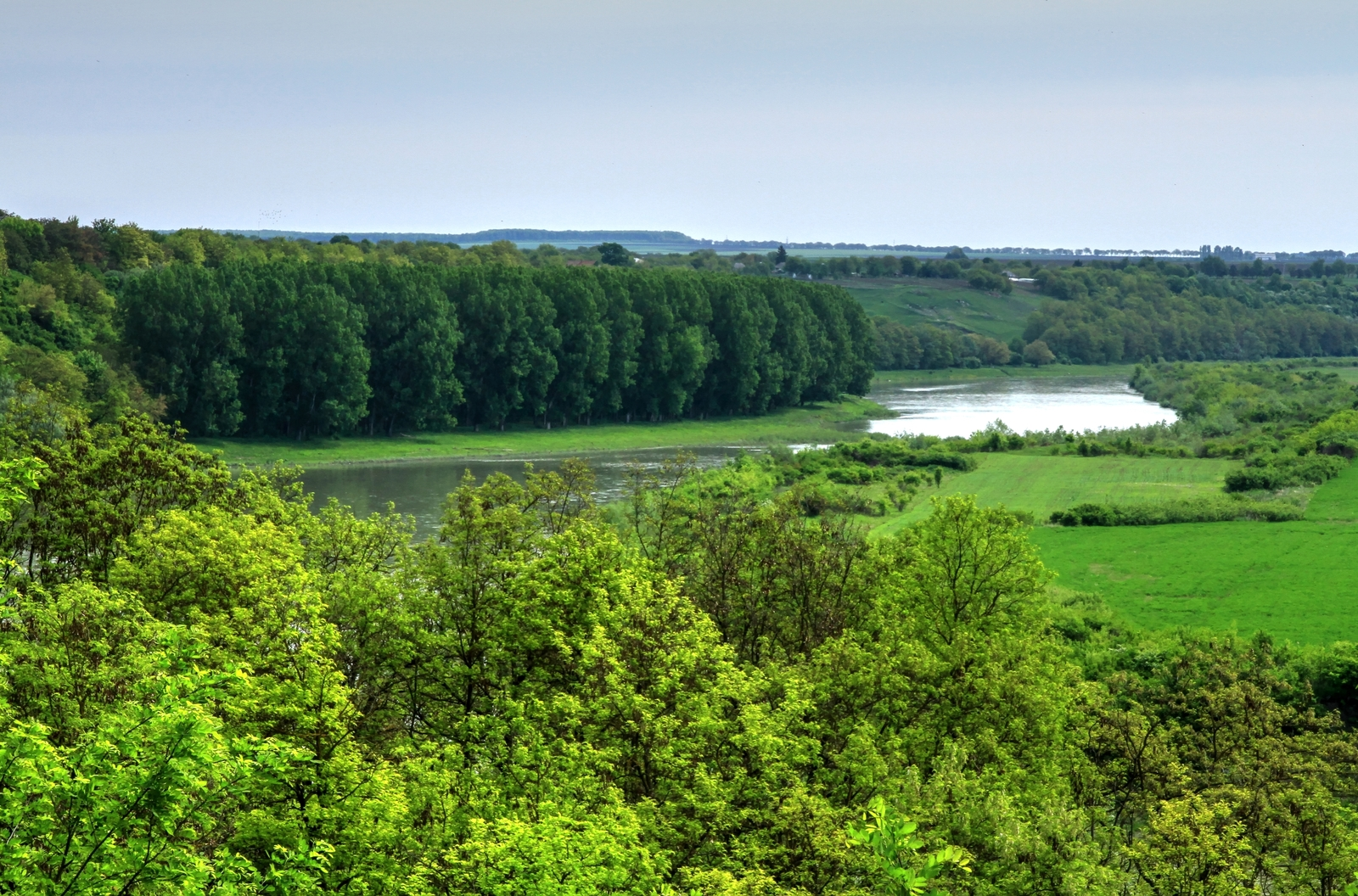